# راسب طفالي

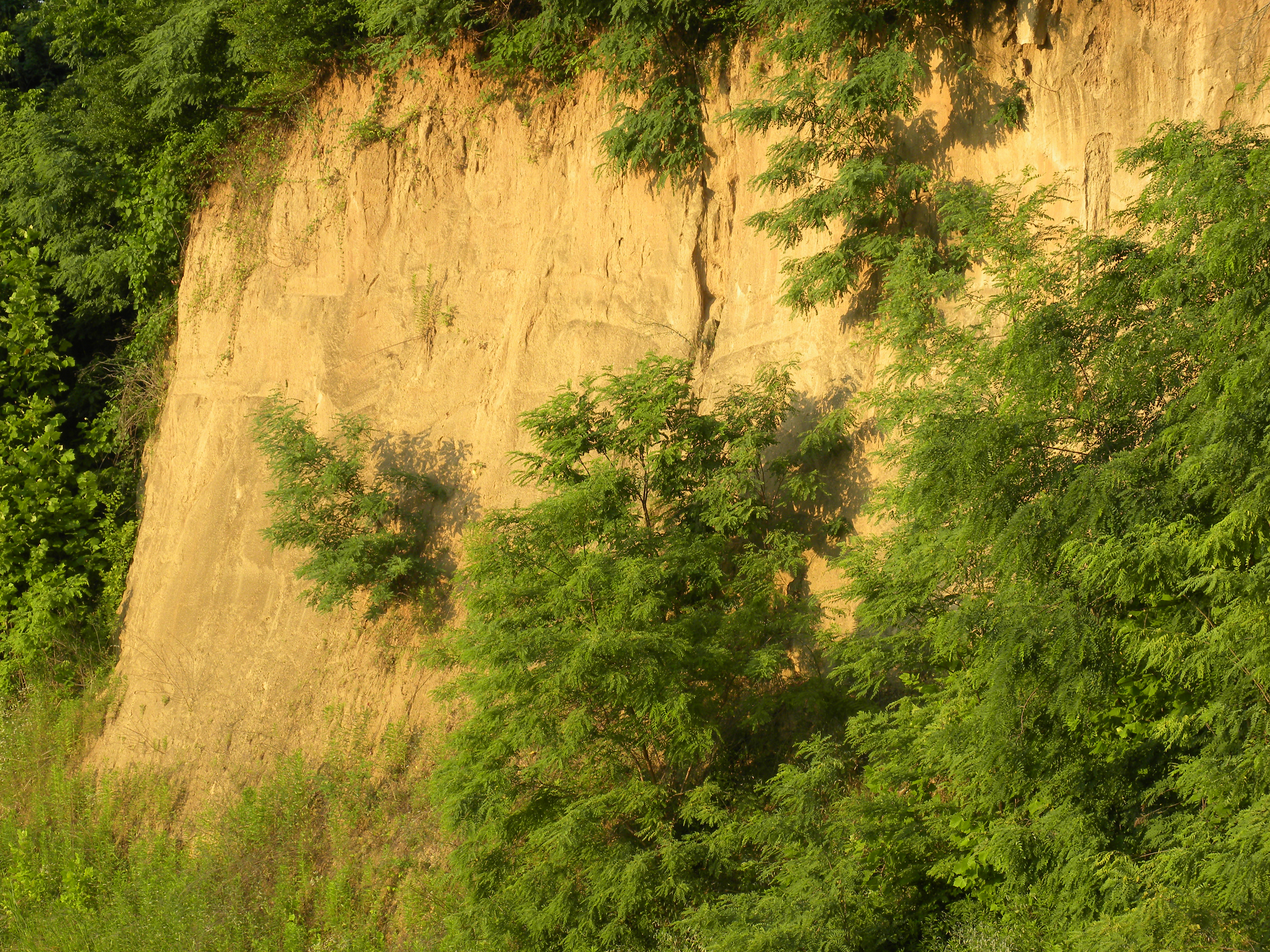

اللُّوس أو اللوعس أو الراسب الطفالي (بالإنجليزية: Loess)‏، هي مواد متفككة ورواسب بحجم الطمي (20 -50ميكرومتر)، والتي تتكون من تراكم الغبار الذي تذروه الرياح. وهي عادة ما تكون متجانسة وذات مسامية عالية.